# 바닷물
| 성분   | 함유량 (mol/kg) |
| ------ | --------------- |
| H 2O   | 53.6            |
| Cl−    | 0.546           |
| Na+    | 0.469           |
| Mg2+   | 0.0528          |
| SO2− 4 | 0.0282          |
| Ca2+   | 0.0103          |
| K+     | 0.0102          |
| CT     | 0.00206         |
| Br−    | 0.000844        |
| BT     | 0.000416        |
| Sr2+   | 0.000091        |
| F−     | 0.000068        |

바닷물(문화어: 바다물)은 바다나 대양의 물을 말한다. 해수(海水)라고도 한다. 평균적으로 전 세계 바닷물의 염도는 약 3.5%이다.
해수에는 여러 가지 물질이 녹아 있기 때문에 그 물리적 성질도 순수한 물과 비교해서 많은 차이점을 갖고 있다. 해수의 성질을 얘기할 때는 염분과 온도·빛깔 등을 고려해야 한다.

## 염도
전반적인 바닷물의 염도가 3.1%(100ml기준)에서 3.8% 사이이지만 전 세계의 바닷물의 염도가 고르다는 뜻은 아니다. 강구에서나 녹는 빙하 가까이에서 흘러나온 민물과 섞이는 곳에서 바닷물은 실질적으로 염도가 떨어질 수 있다. 염도는 다르지만 염분비는 전 세계 바닷물에서 대체로 일정한데 이를 염분비 일정의 법칙이라고 한다.
| 요소     | 백분율 | 요소   | 백분율 |
| -------- | ------ | ------ | ------ |
| 산소     | 85.84  | 황     | 0.091  |
| 수소     | 10.82  | 칼슘   | 0.04   |
| 염소     | 1.94   | 칼륨   | 0.04   |
| 나트륨   | 1.08   | 브로민 | 0.0067 |
| 마그네슘 | 0.1292 | 탄소   | 0.0028 |

염도 35‰(퍼밀)은 1000ml 해수 기준 약 35g의 소금기를 함유한다. 따라서 해수(3%)를 순수한 물로 100배 희석한 경우 담수(0.05%)수준에 도달할 수 있다.

## 비중
해수의 비중은 담수의 비중 1보다 좀 더 큰 값인 1.025 정도이다. 즉 같은 부피의 바닷물과 담수의 중량을 재 보면 바닷물이 담수보다 1.025바닷물 보통 푸르스름한 빛깔을 하고 있다. 이것은 주로 바닷물 속에 떠다니는 미세한 입자의 산란에 의해서 청색 빛이 되쏘여지기 때문이다. 그러나 바다의 빛깔은 해수 중의 부유물질의 크기나 양 따위에 따라 가지각색으로 변한다. 감청(紺靑) 빛깔은 플랑크톤이 적은 맑은 바다 색이고, 생산력이 높은 플랑크톤이 풍부한 고위도의 바닷물은 녹색을 띠고 있다.

## 온도
바닷물의 온도는 인간 생활과 매우 밀접한 관계를 갖고 있다. 일반적으로 심해의 수온은 1∼2℃ 정도로서 저온을 나타내지만, 홍해에서는 50℃를 넘는 이상 고온인 저층수(底層水)가 국부적으로 분포하고 있는데 이것은 지열의 영향에 의한 것으로 간주되고 있다.또한 바닷물의 온도는 해수 깊이에 따라 다르다.

## 투명도
해수의 맑고 흐린 정도를 말한다. 측정방법은 지름 30 cm인 백색 원판의 중심에 2~3 kg의 추를 부착하여 연직으로 해중에 침하시켜 육안으로 원판이 안보이는 깊이를 m단위로 측정하며 투명도 수심이라고 한다. 이 투명도판을 Secchi disc라 한다. 투명도는 계절에 따라 변화하는데 그것은 식물성 플랑크톤의 번식 상태나 현탁물의 양에 따라서 투명도가 달라지기 때문이다. 태양광선이 수중에 투사되면 물 자체에 의해서 또는 물에 용해되어 있는 물질에 의해서 흡수되거나 부유하고 있는 고형물에 의해서 흡수 산란되기 때문에 점차로 깊어짐에 따라 빛의 양은 줄어든다. 따라서 깊어짐에 따라 수중의 조도도 줄어들게 되므로 식물성 플랑크톤의 광합성도 저하된다. 그리하여 결국에는 광합성에 의해서 생기는 산소의 양과 호흡으로 소비되는 산소의 양이 같게 되어 겉으로 보기에는 산소의 출입이 없는 것처럼 보인다. 이러한 깊이를 '보상깊이'라 하는데 이 깊이는 대체로 투명도의 2배 정도이다.

## 바닷물의 소비
우연히 적은 양의 깨끗한 바닷물을 마시는 것은 해롭지 않다. 특히 많은 양의 민물과 더불어 바닷물을 소비하였을 경우엔 그러하다. 그러나 수화작용을 유지하기 위해 바닷물을 마시는 것은 역효과를 낳는다. 소금을 제거하기 위해 바닷물로부터 얻은 것보다 더 많은 물이 소변을 통해 배설될 수 있다.
선원들이 먹을 물이 다 떨어졌고 마시기에 충분한 비 또한 내리지 않은 까닭에 바닷물을 마시고픈 욕망이 일기도 한다. 새뮤얼 테일러 콜리지의 《노수부의 노래》(The Rime of the Ancient Mariner)에 다음과 같은 유명한 줄이 적혀있다.
물은, 물은 어디든 있는데
모든 갑판들이 점점 쪼그라들었구나
물은, 물은 어디든 있는데
마실 물은 한 방울도 없구나
사람이 바닷물만으로 생존할 수는 없다는 것이 명백하지만 어떠한 사람들은 민물과 2:3 비율로 섞는다면 악영향 없이 하루에 최대 두 컵은 마실 수 있다고 주장한다. 프랑스 물리학자 알랭 봄바드는 대략 40%의 물을 포함하고 있는 '날 물고기'와 적은 양의 바닷물, 그리고 바다에서 거두어들인 기타 식량들로 바다 위 조그마한 조디악(Zodiak) 고무 보트에서 버텨냈다. 이는 물고기에 함유한 물로도 사람이 바다에서 살아남을 수 있다는 것을 이야기한다.

## 해수담수화
바닷물은 오래전부터 식수를 위한 식수원으로 고려되어왔으며 이스라엘이나 중동지역등 지구 곳곳에서 실질적으로 식수원으로 이용되고있다. 식수원으로 가능한 북극이나 남극의 해빙(바다 얼음), 빙하는 이러한 바닷물의 담수화과정의 냉동법과 깊은 관계가 있다.

## 통신
해수인 수중에서는 육상의 공기중에서와는 달리 수중의 매질이 보다 다양하고 상대적으로 밀도가 높아 무선 상태에서는 전자파나 광신호를 이용하는 통신보다는 음파를 이용한 통신이 보다 효율적인것으로 알려져있다. 따라서 음파를 이용한 양질의 수중무선통신기술은 유선의 케이블 통신과 함께 해저에서 광범위한 통신 영역을 자유롭게 설정하기 위한 매우 중요한 통신기술의 핵심이다.

## 바닷물에서 살아가는 생물
바닷물에서 살아가는 생물들은 대다수가 바다에서 살아가는 생물들이며 바닷물과 민물에 모두 적응하여 살 수 있는 생명체들도 바닷물에 서식하며 살아간다.  상어는 대다수의 종들이 바다에 존재하는 바닷물에 살지만 황소상어는 바닷물과 민물에서 모두 살 수 있다.

## 같이 보기
- 민물
- 소금물
- 염도
- 해양심층수